# Advanced Trauma Life Support
Advanced Trauma Life Support (ATLS) är ett system för omhändertagande av akuta traumafall, det vill säga fall av yttre trauma (till skillnad från psykiska trauma). Konceptet innebär ett systematiserat handläggningssätt som syftar till att minimera den morbiditet och död som skulle kunna orsakas av att man under friare arbetsformer kan välja eller luras att fokusera på fel saker. Ett typexempel är ett uppseendeväckande öppet benbrott, hos en patient som har ofri luftväg eller behöver snabb handläggning för att kunna opereras för allvarliga inre blödningar. Huvudinitiativtagaren till konceptet var ortopeden James Styner som efter att hans familj varit med om en flygkrasch med ett litet passagerarplan blev djupt missnöjd med kvaliteten på den vård hans fru och barn fick.
Tydliga, objektiva data från traumacentra har påvisat förbättrade resultat sedan ATLS-konceptet infördes. En del menar att ATLS-kriterier för cirkulatorisk chock är otillräckliga då dessa främst tar hänsyn till blodförlust och inte exempelvis krossyndrom eller högenergitrauma.

## Organisation
Amerikanska kirurgföreningens (engelska: American College of Surgeons/ACS) traumakommitté (engelska: Committee on Trauma/COT) utvecklar och uppdaterar riktlinjerna i samråd med ATLS-organisationen som sköter översyn och certifiering av utbildningen internationellt. Grundbulten i ATLS-koncepten är precis som i liknande aktumedicinska handläggningsstöd, inklusive AMLS och PHTLS, handläggning enligt ABCDE-konceptet. Syftet är att få en snabb överblick över patientens tillstånd, stabilisera patienten, avgöra om patienten kan tas om hand på plats eller måste flyttas till ett sjukhus med högre kompetens samt att säkra "quality of care". Över 1 miljon läkare i minst 80 länder har genomgått certifierad ATLS-utbildning.
ATLS-certifiering i Sverige organiseras av Svensk kirurgisk förening.

## Omhändertagande enligt ATLS

### Första bedömning
Omhändertagandet av patienten enligt ATLS på ett akutrum delas upp i två bedömningar. En första bedömning enligt ABCDE för att identifiera och behandla akuta hot mot patientens liv. ABCDE strukturen är organiserad för att snabbt identifiera och åtgärda problem enligt principen om "den mest livshotande skadan först". Det är tillåtet att avbryta den första bedömningen och gå direkt till operation för att åtgärda livshotande skador som inte kan handläggas på akutrummet.
A - Airway - Luftväg och halsrygg: klargör att patienten är vaken och luftvägen inte är hotad eller säkra fri luftväg, stabilisera halsryggen vid behov.  
B - Breathing - Ventilation: säkerställ adekvat andning eller påbörja assisterad ventilation. Undersök med inspektion av andningsrörelser, auskultation, palpation och perkussion. Räkna andningsfrekvens och mät syremättnad med pulsoximeter. Tillför syrgas via mask med reservoar. 
C - Cirkulation: stoppa yttre blödning tryck eller tourniquet. Palpera Bröstkorg, Buk, Bäcken och Ben (4B) för att identifiera tecken på inre blödning. Palpera pulsar, kontrollera puls och blodtryck.
D - Disability: Kontrollera medvetandegrad och pupillernas ljusreaktion, identifiera större fokalneurologiska bortfall. Genomför blockvändning.
E - Exposure: Avlägsna kläder och undersök patientens yttre. Temp.